# Kentropyx vanzoi
Espèce
Kentropyx vanzoi est une espèce de sauriens de la famille des Teiidae.

## Répartition
Cette espèce se rencontre :
- en Bolivie dans le Santa Cruz ;
- au Brésil dans l'État du Mato Grosso.

## Étymologie
Cette espèce est nommée en l'honneur de Paulo Emilio Vanzolini.

## Publication originale
- Gallagher & Dixon, 1980 : A new lizard (Sauria: Teiidae: Kentropyx) from Brazil. Copeia, vol. 1980, n. 4, p. 616-620.